# 千音寺出入口
千音寺出入口（せんのんじでいりぐち）は、愛知県名古屋市中川区吉津（出口）ないし島井町（入口）にある名古屋高速道路5号万場線のインターチェンジである。

## 概要
都心環状線方面への入口と同方面からの出口のみを持つハーフインターチェンジである。また名古屋高速都心環状線方面から来た場合、このランプを通過すると東名阪自動車道および名古屋第二環状自動車道に入り料金体系が変更となる。
名古屋市中川区の島井町交差点の東側に施設され、愛知県道115号津島七宝名古屋線と国道302号にアクセスする出入口である。入口は本線上の千音寺料金所で料金を支払う。

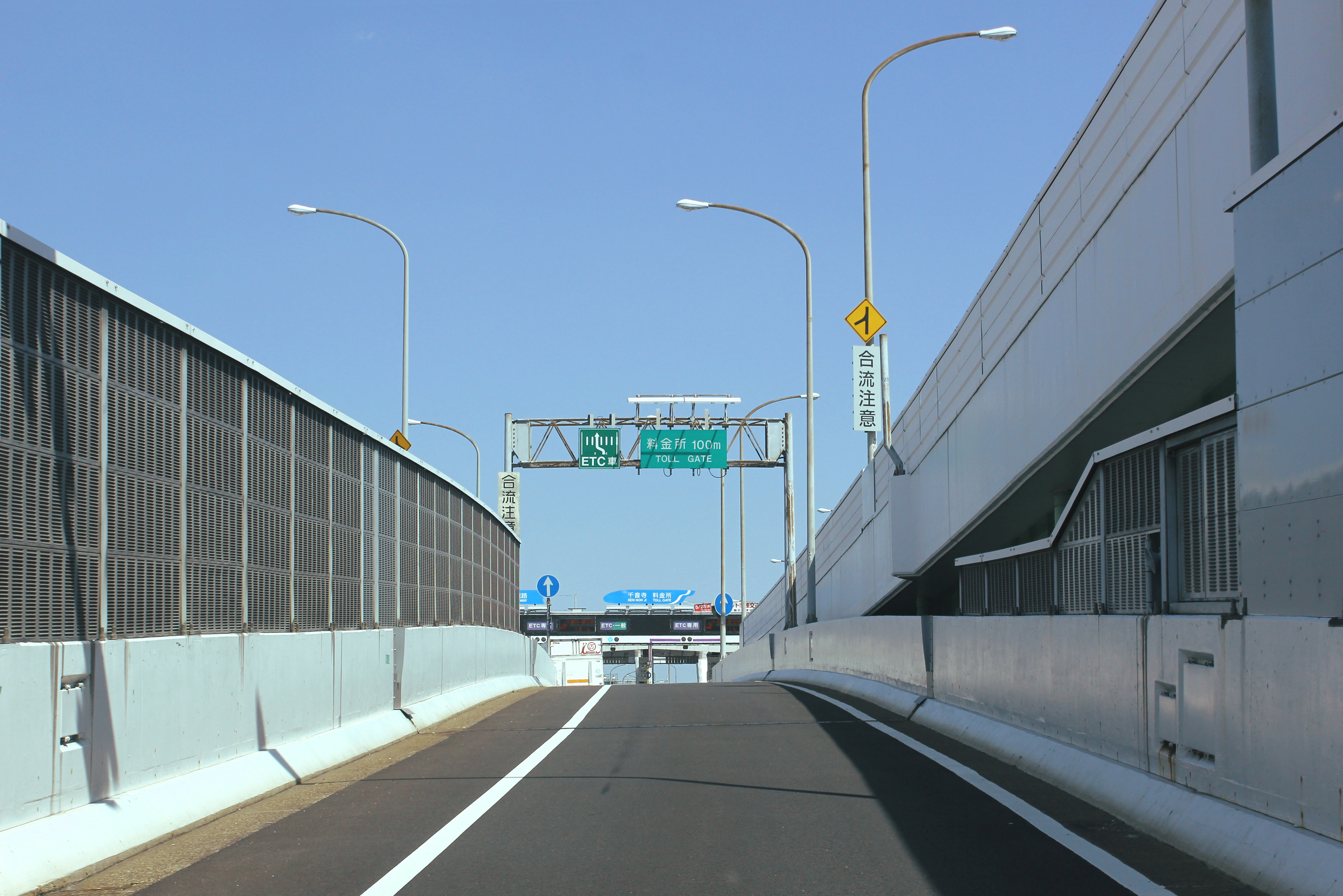
オンランプを上り切ると千音寺本線集約料金所を通過する。
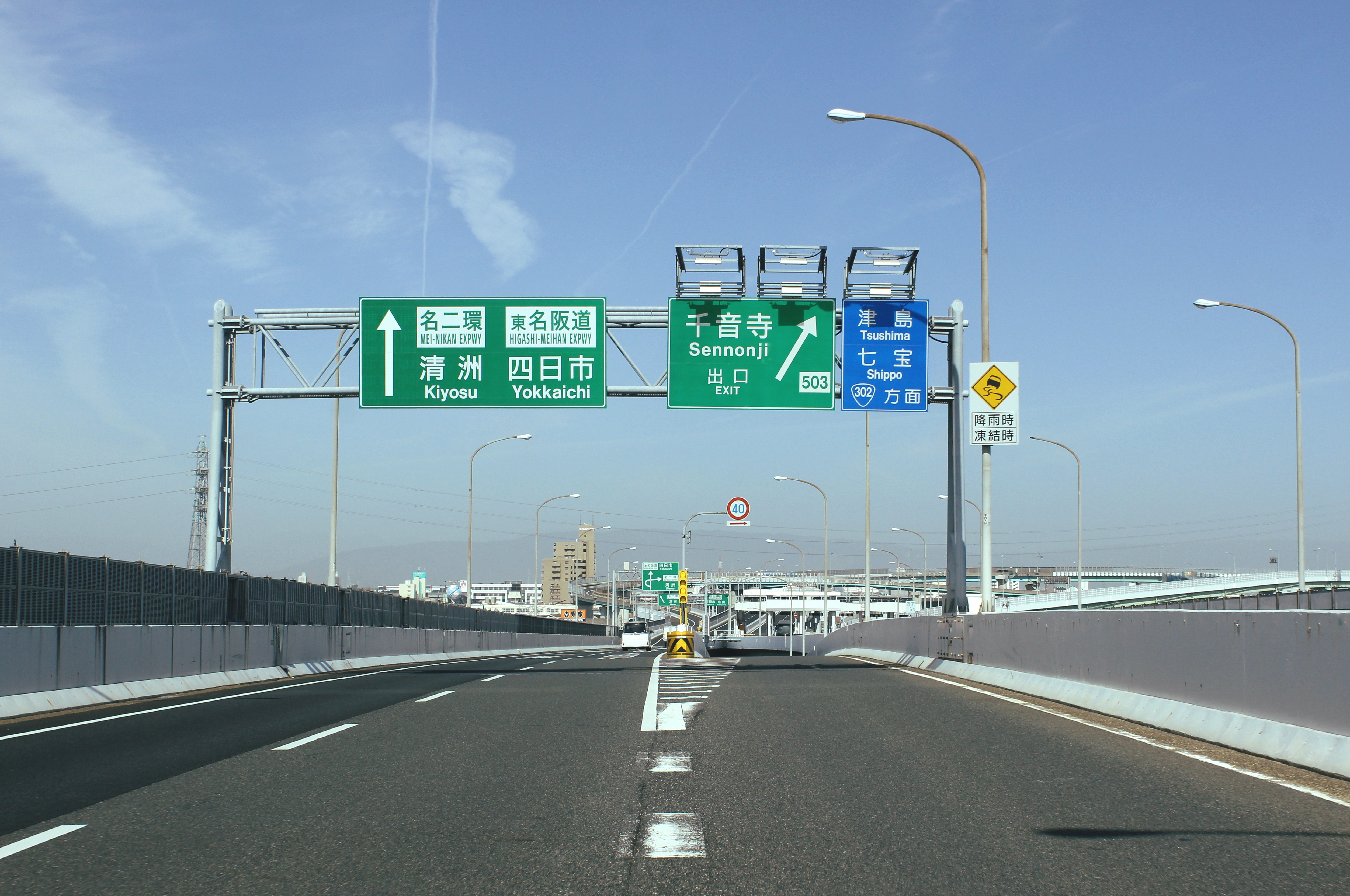
出口への分岐部。左側の本線を直通すると名古屋第二環状自動車道と東名阪自動車道に入る。

## 道路
- 名古屋高速5号万場線

## 接続道路
- 直接接続
  - 愛知県道115号津島七宝名古屋線
- 間接接続
  - 国道302号（名古屋環状2号線）

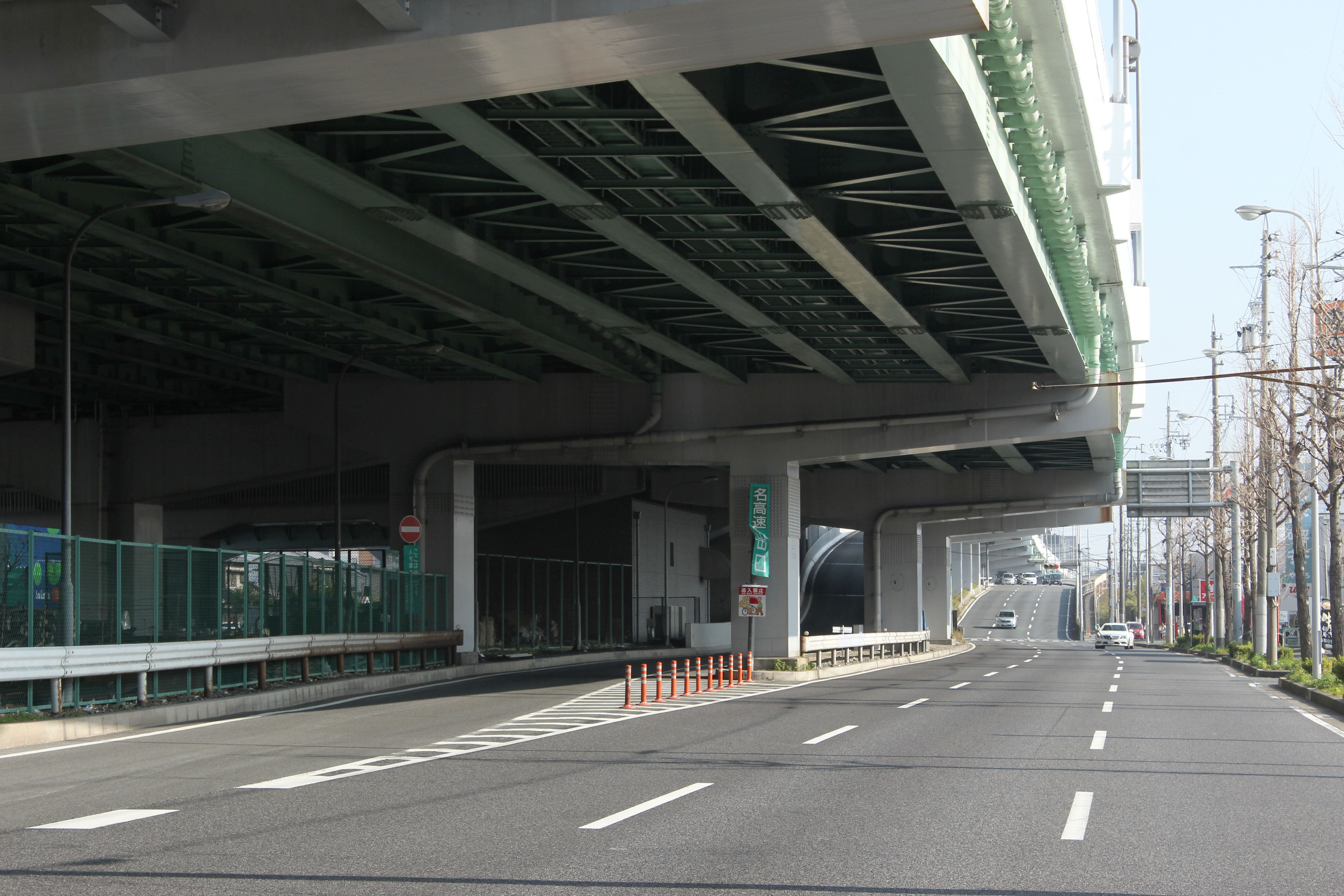
オフランプ。愛知県道115号と直接接続する。

## 歴史
- 1986年（昭和61年）10月27日 : 開業[8]

## 周辺
- 名古屋市環境局富田工場
- 名古屋市立千音寺小学校

## 隣
名古屋高速5号万場線
(502,512)烏森出入口 - 千音寺料金所 - (503,513)千音寺出入口 - (23)名古屋西JCT